# كارل إي. ماير
كارل إي. ماير (بالإنجليزية: Karl E. Meyer)‏ هو صحفي أمريكي، ولد في 1937.